# Șona (Alba)
Șona (deutsch Schönau, ungarisch Szépmező) ist eine rumänische Gemeinde im Kreis Alba in der Region Siebenbürgen.
Der Ort Șona selbst ist auch unter der deutschen Bezeichnung Schönen, der siebenbürgisch-sächsischen Bezeichnung Schienen oder Schinen und im Ungarischen als Szászszépmező, Oláhmező und Oláhszépmező bekannt.

## Geographische Lage

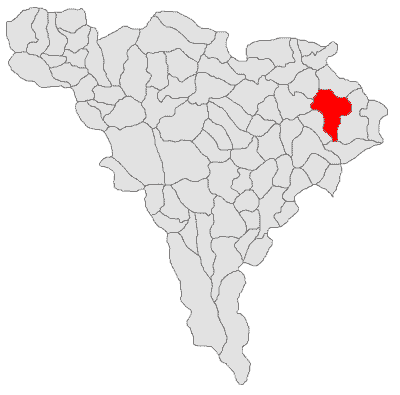
Lage der Gemeinde Șona im Kreis Alba

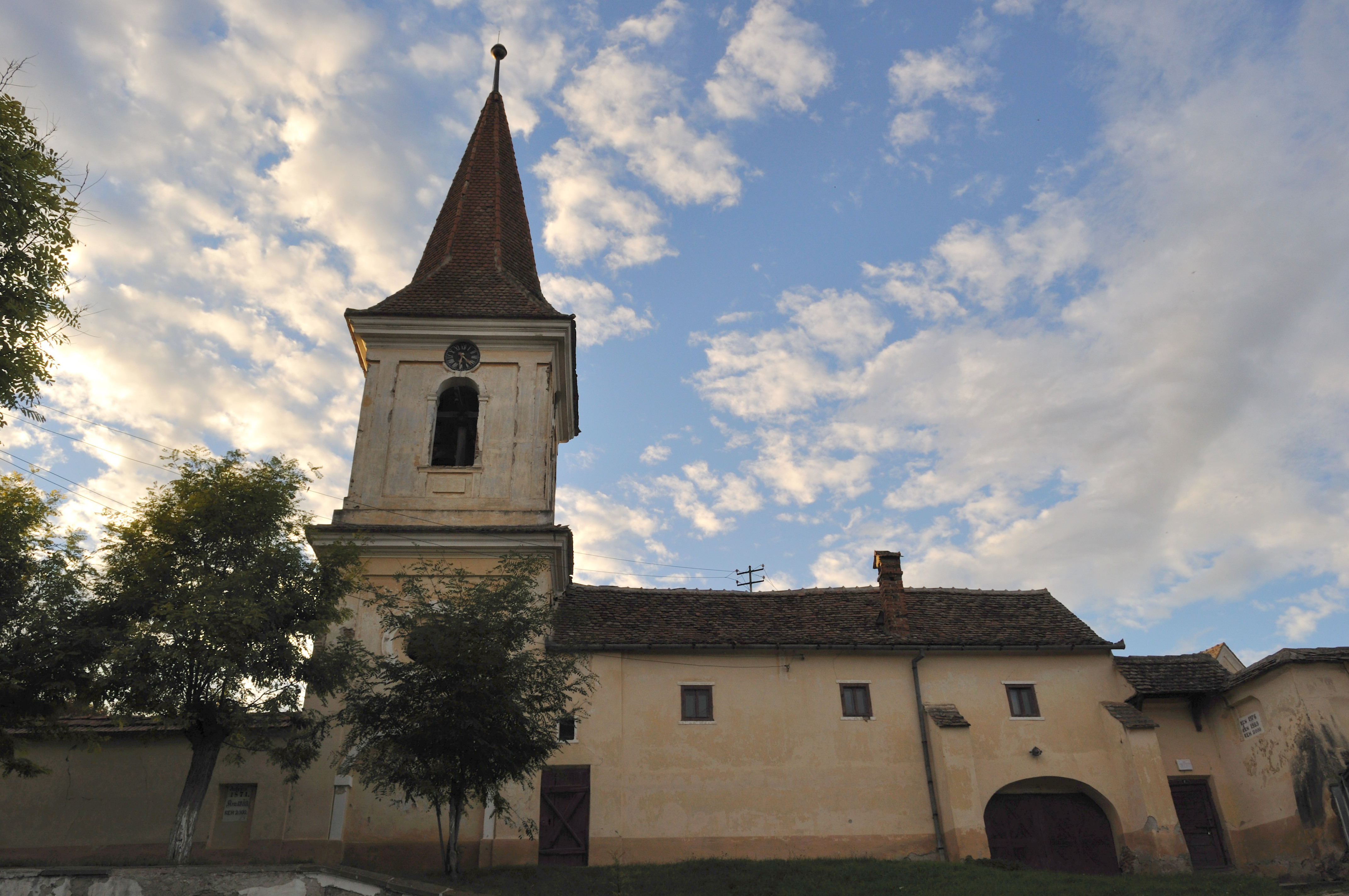
Glockenturm und Eingang zur evangelischen Kirche in Șona

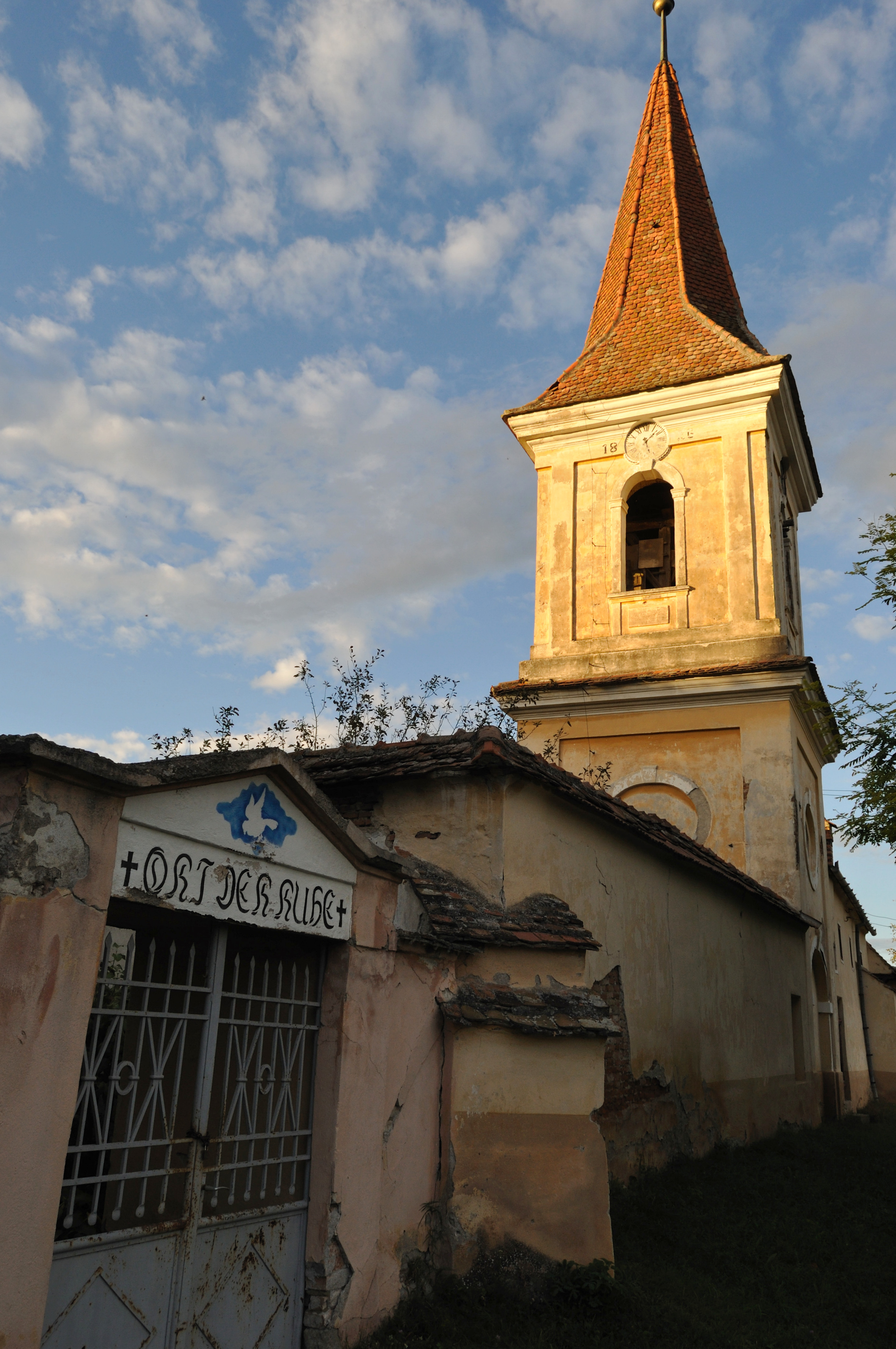
Eingang zum Friedhof

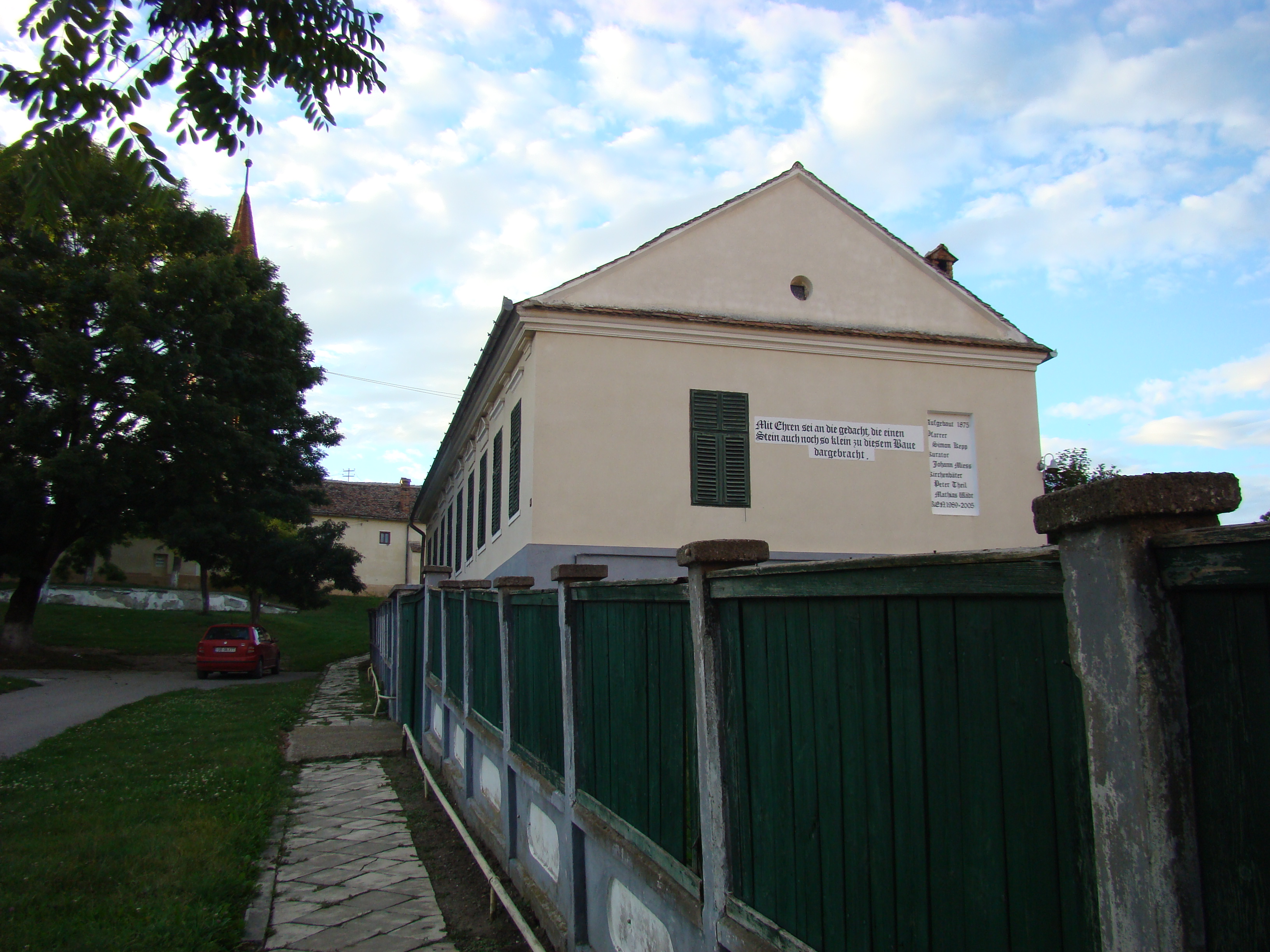
Pfarrhaus unterhalb der Kirchenburg

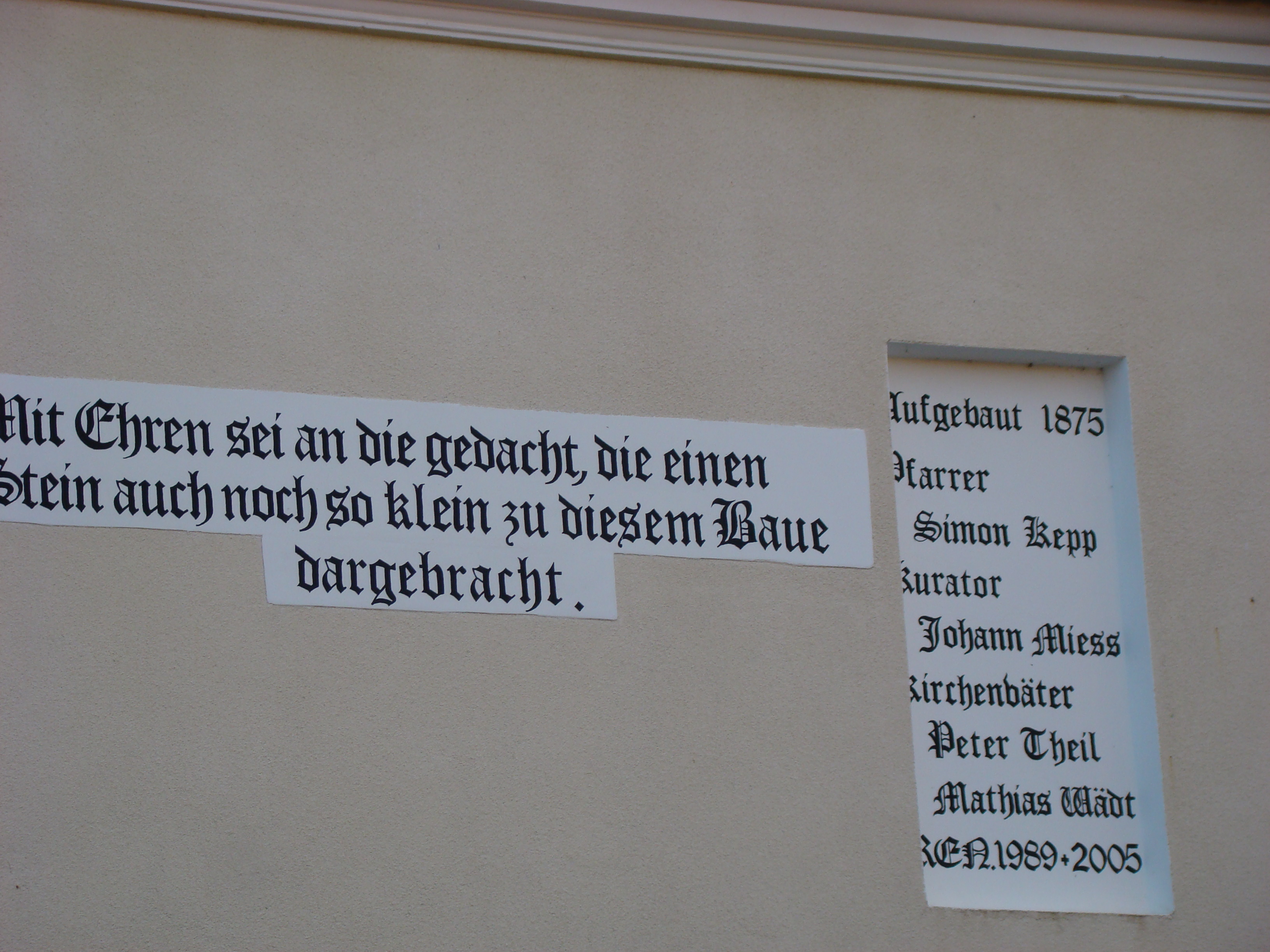
Widmung am Pfarrhaus

Die Gemeinde Șona liegt im Südwesten des Siebenbürgischen Beckens am Unterlauf der Târnava Mică (Kleine Kokel). An der Kreisstraße (drum județean) DJ 107 und der Bahnstrecke Blaj–Praid gelegen, befindet sich der Ort etwa 10 Kilometer nordöstlich von Blaj (Blasendorf); die Kreishauptstadt Alba Iulia (Karlsburg) liegt etwa 41 Kilometer südwestlich von Șona entfernt.

## Nachbarorte
| Pănade         | Biia                                        | Sânmiclăuș |
| Lunca Târnavei | Kompassrose, die auf Nachbargemeinden zeigt | Jidvei     |
| Sâncel         | Glogoveț                                    | Bălcaciu   |

## Geschichte
Auf dem Gebiet des eingemeindeten Dorfes Biia (Bendorf) wurden verschiedene Goldfunde der frühen Eisenzeit gemacht.
Der Ort Șona ist ein ehemaliges siebenbürgisch-sächsisches Hörigendorf des Kokelburger Komitats, mit einer Kirchenburg auf einer Anhöhe im Westen des Ortes gelegen. Es wurde erstmals 1313 unter der Bezeichnung terra Scepmezeu urkundlich erwähnt. Nachdem der Ort 1322 von König Karl I. Robert von Ungarn an Nikolaus von Talmesch verliehen wurde, war der Ort in Besitz von mehreren ungarischen Adligen. Bei einem Großbrand 1654 wurde (außer der Kirche) das gesamte Dorf zerstört; von einem weiteren Brand 1859 war außer der Kirche, der Schule und zehn Häusern (mit Dachziegeln gedeckt) erneut das ganze Dorf betroffen. 1784 beteiligten sich die Leibeigenen des Dorfes am Horea-Aufstand. 1848–1869 kaufte die Gemeinde den letzten im Ort ansässigen Adligen deren Besitz ab.
Die Schönauer Sachsen feierten jährlich im Mai – bis zu deren Massenauswanderung – das große „Rinnenfest“. In der Woche davor wurden durch die Burschen des Dorfes die Feldquellen und Abflussrinnen gereinigt. Danach wurde von diesen ein Ochsenwagen geschmückt, mit welchem sie singend durch den Ort fuhren und als Dank für ihre Arbeit von den Bauern Wein erhielten. Bei diesem Umzug wurden die Burschen von den Zuschauern mit Wasser begossen, damit "die Quellen munter sprudeln mögen". Am Abend wurde dann ein Fest veranstaltet, zu dem regelmäßig die dorfeigenen Adjuvanten aufspielten und für gute Laune sorgten.

## Bevölkerung
Die Bevölkerung der Gemeinde entwickelte sich wie folgt:
| 1850 | 4.301 | 2.672 | 679   | 682   | 268 |
| 1900 | 5.635 | 3.216 | 1.270 | 1.123 | 26  |
| 1941 | 7.024 | 4.157 | 1.347 | 1.207 | 319 |
| 1977 | 5.939 | 3.603 | 1.306 | 984   | 46  |
| 1992 | 4.647 | 3.102 | 1.262 | 57    | 226 |
| 2002 | 4.514 | 3.046 | 1.176 | 31    | 261 |
| 2011 | 4.067 | 2.734 | 930   | 11    | 392 |
| 2021 | 3.782 | 2.137 | 781   | 10    | 854 |

Die höchste Einwohnerzahl der heutigen Gemeinde – und gleichzeitig die der Rumäniendeutschen – wurde 1941 ermittelt. Die höchste Bevölkerungszahl der Rumänen (4.319) wurde 1956, der Ungarn (1.404) 1920 und die der Roma (469) 2021 registriert. Darüber hinaus bezeichnete sich 1930 einer als Ukrainer und 1992 einer als Slowake.
Im Ort Șona selbst wurden von 1850 (676) bis 1930 (1.110) etwa fünfmal so viele Rumäniendeutsche wie Rumänen registriert. 1966 und 1977 waren es dann nur noch etwa doppelt so viele Deutsche (999) wie Rumänen. 1992 lebten in Șona (nach der Massenauswanderung der Siebenbürger Sachsen) noch 54 Deutsche. 2002 wohnten im Ort 1.122 Menschen; 961 waren Rumänen, 27 Deutsche, 51 Ungarn (gleichzeitig die höchste Anzahl der Ungarn des Ortes seit 1850) und 83 Roma.

## Sehenswürdigkeiten

### Dorf Șona
- Die 1252 urkundlich erwähnte Martinskirche, wurde etwa 1450–1452 abgetragen und neu errichtet. Nach einem Großbrand im Ort (1654) wurde die Kirche 1657 erneut renoviert. Der Glockenturm wurde 1826 in seiner heutigen Form neu gestaltet. 1844–1845 wurde die Kirche, 1874 der Altar und 1852 die Orgel umgebaut.[6] Eine Glocke im Glockenturm hat folgende Inschrift: Mit Gottes Hilfe goß mich Gustav Unten aus Brunswig in Weißenburg 1647.[8] Die Kirchenburg steht nicht unter Denkmalschutz.
- Das Pfarrhaus wurde 1875 am Ort des 1696 errichteten aufgebaut.[6]

### Bethlen-Schloss in Sânmiclăuș
- Das Bethlen-Schloss der Familie Miklós Bethlen im Süden des eingemeindeten Dorfes Sânmiclăuș (Klosdorf), 1668–1683 errichtet. Das vom Architekten Miklós Bethlen mitgestaltete, rechteckige Schloss mit an den Ecken hervorstehend rechteckigen Basteien dient heute als Lagerraum für Sekte und Weine. Über dem Eingang des Schlosses ist der Name Miklós Bethlens eingemeißelt.[8]